# Traité de défense mutuelle entre les États-Unis et la république de Corée
Le traité de défense mutuelle entre les États-Unis et la république de Corée,  en coréen 대한민국과 미합중국간의 상호방위조약 (hangeul), 韓美相互防衛條約 (hanja), est un traité entre la Corée du Sud et les États-Unis signé le 1er octobre 1953, deux mois après la signature de l'armistice de Panmunjeom, qui met un terme aux combats de la guerre de Corée. L’accord engage les deux pays à s’entraider si l’un ou l’autre fait face à une attaque armée externe et permet aux États-Unis de stationner des forces militaires en Corée du Sud en consultation avec le gouvernement sud-coréen.

## Historique du traité
Conformément aux accords passés à Potsdam entre les Alliés, l'Union soviétique déclare la guerre au Japon le 8 août 1945 et dès le lendemain ses troupes entament leur avance en Mandchourie et dans le nord de la Corée. L'URSS accepte la proposition des États-Unis que le 38e parallèle soit la ligne de délimitation des zones d'occupation soviétique (au Nord) et américaine (au Sud), malgré le refus des Américains de créer une zone d'occupation soviétique dans la partie nord de l'île japonaise d'Hokkaidō. Les forces russes achèvent d'occuper la zone qui leur est dévolue avant la fin août 1945, tandis que les premières troupes américaines ne débarquent en Corée qu'à la mi-septembre. L'administration militaire d'occupation se met en place sous le nom d'US Army Military Government in Korea (USAMGIK). Sous les auspices des Nations unies, des élections ont lieu dans la zone Sud le 10 mai 1948 qui amènent au pouvoir Syngman Rhee, soutenu par les Américains. La république de Corée, usuellement appelée Corée du Sud est proclamée le 15 août 1948, mettant ainsi fin à l'occupation américaine. Les Soviétiques dénoncent les menées de l'ONU et des États-Unis qu'ils considèrent illégitimes car notamment contraires au principe acté précédemment d'instaurer un État coréen unifié, et organisent en riposte la création de la Corée du Nord, proclamée le 9 septembre 1948. Les États-Unis n'accordent pas aux questions coréennes une importance primordiale et commencent à retirer leurs troupes. Leur retrait s'achève le 30 juin 1949. Le déclenchement de la guerre de Corée par l'attaque des forces communistes du Nord le 25 juin 1950 bouleverse durablement la politique américaine dans la région,,.
Les États-Unis s'engagent massivement dans le conflit durant trois ans. La guerre de Corée prend fin par la signature de l'armistice de Panmunjeom le 27 juillet 1953. La ligne où le front s'est stabilisé en 1951, très proche du 38e parallèle, devient de façon durable la frontière entre les deux États coréens. Le contexte géopolitique d'ensemble en Asie de l'Est a tourné à l'avantage des communistes, au pouvoir en Chine et en Corée du Nord, et à l'offensive en Indochine face aux Français. La Corée du Sud est devenue un maillon essentiel de la politique d'endiguement du communisme des États-Unis en Asie. Aussi, négocient-ils avec Syngman Rhee un traité de défense mutuelle qui oblige les États-Unis à intervenir en cas d'attaque armée contre la Corée du Sud et légalise le maintien d'importantes forces américaines sur le sol sud-coréen.
Le traité de défense mutuelle entre les États-Unis et la république de Corée est signé le 1er octobre 1953 à Washington par les ministres des Affaires étrangères, John Foster Dulles et Yung Tai Pyun. Le traité entre en vigueur le 17 novembre 1954 après échange des instruments de ratification.
Durant la guerre froide, les forces américaines en Corée (USFK) représentent environ 40 à 50 000 hommes, des effectifs à peine inférieurs à ceux des forces américaines au Japon (USFJ). Le traité est complété par la signature le 9 juillet 1966 d'un accord relatif aux installations, aux zones et au statut des forces américaines.
Depuis la guerre de Corée et la pérennisation de l'existence de deux États coréens qui en est résultée, la Corée du Sud est d’une importance capitale pour Washington pour le maintien de l'équilibre géopolitique en Asie de l'Est. Aussi l’influence américaine sur la république de Corée est-elle considérable et s’étend à presque tous les aspects de la vie coréenne. Au fil des années, l'alliance militaire, le partenariat économique et les relations politiques étroites entre les deux pays ont fait des États-Unis un acteur incontournable du cours des événements en Corée du Sud.

## Texte du traité
Le traité comporte un préambule et six articles.
Le préambule expose deux considérations importantes. En premier lieu, les deux parties affirment « leur résolution commune de se défendre contre toute attaque armée venant de l'extérieur afin qu'aucun agresseur éventuel ne puisse entretenir l'illusion que l'une ou l'autre Partie est livrée à ses seuls moyens dans la région du Pacifique », ce qui élargit la portée de ce traité bien au-delà de la seule défense du territoire coréen tout en restant ambigu. En second lieu, le préambule fait état de la volonté des parties d'intensifier leurs efforts pour mettre sur pied un système plus vaste et plus efficace de sécurité régionale dans le Pacifique.
L'article premier, comme c'est le cas dans tous les traités similaires signés par les États-Unis durant la guerre froide, stipule que les parties « s'engagent à régler par des moyens pacifiques les différends internationaux dans lesquels elles pourraient être impliquées » et s'abstiendront « dans leurs relations internationales, de recourir à la menace ou à l'emploi de la force d'une manière incompatible avec les buts des Nations Unies ou les obligations que l'une ou l'autre Partie a assumées envers les Nations unies ».
L'article II engage les parties à se concerter « toutes les fois que, de l'avis de l'une d'elles, l'indépendance politique ou la sécurité de l'une ou de l'autre se trouvera menacée par une agression armée venant de l'extérieur », à prendre « les mesures appropriées pour empêcher une attaque armée ».
L'article III stipule que « chaque Partie reconnait que toute attaque armée dans la région du Pacifique contre l'une des Parties, dans les territoires actuellement soumis au contrôle administratif de l'une ou de l'autre [...], compromettrait la paix et la sécurité de son propre territoire et déclare qu'elle prendra les mesures nécessaires pour parer au danger commun ». La ratification du traité par les États-Unis est assortie de la réserve suivante relative à cet article III : « Les États-Unis d'Amérique considèrent qu'une Partie ne sera tenue, en application de l'article III du Traité susmentionné, de venir en aide à l'autre Partie, que dans le cas où cette autre Partie sera victime d'une attaque armée venant de l'extérieur. Aucune disposition du présent Traité ne sera interprétée comme obligeant les États-Unis à fournir une aide à la Corée sauf dans le cas d'une attaque armée contre un territoire dont les États-Unis auront reconnu qu'il a été légalement placé sous le contrôle administratif de la république de Corée ».
Par l'article IV, « La république de Corée accorde aux États-Unis d'Amérique, qui l'acceptent, le droit d'installer des forces terrestres, aériennes et navales sur le territoire de la république de Corée et dans les régions y adjacentes, aux conditions convenues entre les deux Parties ».

## Sources

## Compléments